# Bob Casale
Robert Edward Casale Jr. (nascido Robert Edward Pizzute Jr.; 14 de julho de 1952 – 17 de fevereiro de 2014), ou "Bob 2", foi um músico, compositor e produtor musical estadunidense. Ele ganhou destaque no final dos anos 1970 como tecladista e guitarrista base da banda new wave Devo, que lançou um hit no Top 20 em 1980 com o single "Whip It". A banda manteve um culto de seguidores ao longo de sua existência. Ele era o irmão mais novo de seu co-fundador e baixista Gerald Casale.

## Biografia
Robert Edward Pizzute Jr. nasceu em 14 de julho de 1952, em Kent, Ohio. Ele nasceu com o sobrenome Pizzute porque seu pai mudou legalmente seu nome de Robert Edward Casale para o de seus pais adotivos. No mesmo ano do nascimento de Bob, seu pai mudou seu nome de volta para seu nome de nascimento. Casale se formou na Theodore Roosevelt High School em 1970 e originalmente atuou como radiologista.

## Carreira

### Devo
No início de 1970, Bob Lewis e Gerald Casale tiveram a ideia da "involução" da raça humana depois que o amigo de Casale, Jeffrey Miller, foi morto por guardas nacionais de Ohio durante o tiroteio no estado de Kent. Casale ingressou na Devo em 1973, após ser recrutado por seu irmão Gerald. Depois que a banda passou por algumas mudanças na formação, Bob Casale tornou-se parte da encarnação mais popular de quintetos, que consistia em dois conjuntos de irmãos, os Mothersbaughs (Mark e Bob) e os Casales (Gerald e Bob), junto com baterista Alan Myers.  Mais tarde, Casale afirmou que eles formaram a banda porque "era uma forma mais imediata de autoexpressão que exigia menos dinheiro e nenhuma permissão externa".
Após o fracasso comercial de seu sexto álbum de estúdio Shout, a Warner Bros. abandonou Devo. Pouco depois, alegando sentir-se insatisfeito criativamente, Alan Myers deixou a banda, fazendo com que os membros restantes da banda abandonassem os planos de um LP de vídeo Shout, bem como uma turnê. Nesse ínterim, Casale iniciou a carreira de engenheiro de áudio. Em 1987, Devo se reformou com o novo baterista David Kendrick. A banda parou de se apresentar em 1991, mas voltou a ser um ato musical em 1995.  Nessa época, os membros do Devo apareceram no filme The Spirit of '76, mas sem Bob Mothersbaugh.

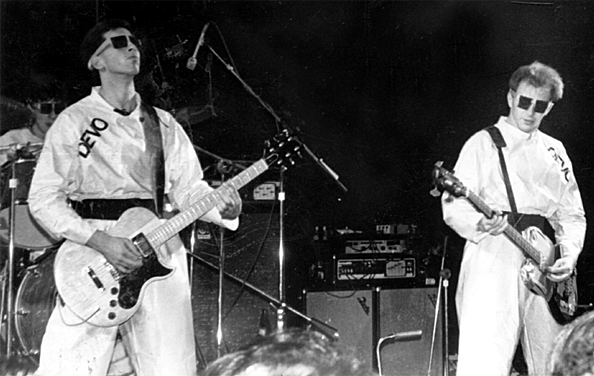
Devo tocando ao vivo em Atlanta, Geórgia, 1978: Bob Casale e Gerald Casale

Nos shows do Devo, Casale tocou guitarra base e base e teclado, enquanto também trabalhava com amostragem MIDI. Ele também cantou backing vocals, tanto em álbuns quanto em shows ao vivo.

### Outros trabalhos
À medida que a popularidade do Devo diminuiu em meados da década de 1980 e seus vários membros começaram a trabalhar em projetos paralelos, Casale fez a transição para engenharia de áudio e produção de discos. Ele projetou e mixou o primeiro álbum solo de estúdio de Mark Mothersbaugh, Muzik for Insomniaks, em 1985, que mais tarde foi expandido e lançado em dois CDs em 1988. Em 1986, Casale produziu e projetou o EP de estreia do Martini Ranch, "How Can the Laboring Man Find Time for Self-Culture?" que também contou com Alan Myers na percussão e Mark Mothersbaugh nos teclados e no final do verão de 1986 ele projetou o primeiro álbum solo de estúdio para o guitarrista do Police, Andy Summers, gravado no Devo Studios na Califórnia. XYZ, apresentando canções escritas e cantadas por Summers, foi lançado em 1987.
Casale mais tarde se tornou parte do grupo de produção musical Mutato Muzika com outros membros do Devo.
À medida que as oportunidades de engenharia de áudio e produção de discos se expandiam para Casale e seu colega de banda Mark Mothersbaugh, Casale começou a trabalhar para televisão e filmes, incluindo Four Rooms, Happy Gilmore, Rushmore, The Royal Tenenbaums e Rugrats Go Wild.

## Morte
Em 17 de fevereiro de 2014, Casale faleceu aos 61 anos, em Los Angeles, Califórnia, devido a uma insuficiência cardíaca. Segundo seu irmão Gerald, ele foi ao pronto-socorro porque estava tossindo sangue. Ele foi agendado para exames e sua família foi para casa. Durante os testes, Casale ficou "agitado" e recebeu um sedativo, após o que sua pressão arterial caiu. Ele recebeu epinefrina. Quando seu coração parou, a equipe médica não conseguiu fazê-lo funcionar novamente.
Ele deixa seu irmão Gerald e dois filhos, Alex e Samantha.
Devo fez uma turnê pelos Estados Unidos e Canadá em junho e julho de 2014, tocando em dez datas consistindo em sua "música experimental" composta e gravada de 1974 a 1978. Planejada como uma turnê do 40º aniversário, esta excursão foi anunciada como a turnê "Hardcore Devo". A receita parcial dos dez shows foi para sustentar a família de Casale.
Casale foi cremado. Seus restos mortais foram colocados em uma urna impressa em 3D em forma de cúpula de energia Devo.

## Trilhas sonoras

### Televisão
| Ano       | Título          |
| --------- | --------------- |
| 1992–2000 | Rugrats         |
| 2003      | The Groovenians |

## Filmes
| Ano  | Título                                 | Diretor                                                              | Estúdio                                                   |
| ---- | -------------------------------------- | -------------------------------------------------------------------- | --------------------------------------------------------- |
| 1995 | Four Rooms                             | Allison Anders/Alexandre Rockwell/Robert Rodriguez/Quentin Tarantino | A Band Apart                                              |
| 1996 | Happy Gilmore                          | Dennis Dugan                                                         | Universal Pictures                                        |
| 1998 | Rushmore                               | Wes Anderson                                                         | Touchstone Pictures                                       |
| 1999 | Drop Dead Gorgeous                     | Michael Patrick Jann                                                 | New Line Cinema                                           |
| 2000 | The Adventures of Rocky and Bullwinkle | Des McAnuff                                                          | TriBeCa Productions/Jay Ward Productions/Classic Media    |
| 2001 | The Royal Tenenbaums                   | Wes Anderson                                                         | Touchstone Pictures                                       |
| 2003 | Good Boy!                              | John Hoffman                                                         | Jim Henson Pictures                                       |
| 2003 | A Guy Thing                            | Chris Koch                                                           | David Ladd Films                                          |
| 2003 | Thirteen                               | Catherine Hardwicke                                                  | Working Title Films                                       |
| 2003 | Rugrats Go Wild                        | Norton Virgien John Eng                                              | Paramount Pictures/Klasky Csupo                           |
| 2004 | Envy                                   | Barry Levinson                                                       | Castle Rock Entertainment/Baltimore/Spring Creek Pictures |
| 2005 | The Big White                          | Mark Mylod                                                           | Capitol Films/VIP Medienfonds 2/Ascendant                 |
| 2005 | Herbie: Fully Loaded                   | Angela Robinson                                                      | Walt Disney Pictures/Robert Simonds Productions           |
| 2006 | The Dog Problem                        | Scott Caan                                                           | Thousand Words                                            |
| 2006 | How to Eat Fried Worms                 | Bob Dolman                                                           | New Line Cinema                                           |
| 2007 | Mama's Boy                             | Tim Hamilton                                                         | Warner Bros.                                              |